# Cazanove
Cazanove je priimek več oseb:
- Charles de Cazanove, francoski vinar
- Franck-Jules-Léon Cazanove, francoski general